# SC Olhanense
Sporting Clube Olhanense (pronunțat [ˈspɔɾtĩɡ ˈklub(ɨ) oʎɐˈnẽs(ɨ)]), este un club de fotbal din Olhão, Portugalia, care evoluează în Segunda Liga.

## Lotul actual
| Nr. |            | Poziție | Jucător                              |
| --- | ---------- | ------- | ------------------------------------ |
| 1   | Portugalia | P       | Ricardo                              |
| 3   | Danemarca  | F       | Per Kroldrup                         |
| 4   | Portugalia | F       | Ricardo Ferreira                     |
| 5   | România    | F       | Sebastian Mladen (on loan from Roma) |
| 6   | Brazilia   | M       | Jander                               |
| 8   | Italia     | M       | Daniel Bessa (on loan from Inter)    |
| 10  | Portugalia | M       | Pelé (on loan from Milan)            |
| 11  | Brazilia   | M       | Diego Gonçalves                      |
| 13  | Portugalia | F       | Vítor Bastos                         |
| 14  | Croația    | M       | Tibor Cica                           |
| 15  | Portugalia | F       | Luís Filipe                          |
| 16  | Portugalia | M       | Rui Duarte                           |
| 17  | Portugalia | A       | João Ribeiro                         |
| 19  | Senegal    | M       | Oumar Diakhite                       |

| Nr. |             | Poziție | Jucător                              |
| --- | ----------- | ------- | ------------------------------------ |
| 20  | Capul Verde | M       | Celestino                            |
| 21  | Nigeria     | M       | Femi Balogun                         |
| 22  | Senegal     | M       | Mor Pouye                            |
| 24  | Italia      | M       | Mirko Bigazzi (on loan from Livorno) |
| 27  | Slovenia    | P       | Vid Belec (on loan from Inter)       |
| 28  | Portugalia  | M       | Paulo Regula                         |
| 29  | Brazilia    | A       | Murilo Mendes                        |
| 74  | Franța      | F       | Jean-Christophe Coubronne            |
| 77  | Slovacia    | A       | Jakub Vojtuš                         |
| 79  | Italia      | A       | Federico Dionisi                     |
| 88  | Brazilia    | M       | Lucas Souza                          |
| 89  | Albania     | A       | Agon Mehmeti (on loan from Palermo)  |
| 99  | Togo        | A       | Francis Koné                         |

## Jucători notabili
| - Vinicius - Loukima - Moses Sakyi - Greg Nwokolo - Fumo - André Carvalhas - Fernando Cabrita | - Paulo Renato - Paulo Ribeiro - Pedro Correia - Ricardo Silva - Steven Vitória - Racine Diouf |

## Istoric antrenori
| - Iosif Fabian (1964–65) - Artur Santos (1972–73) - Milton Trinidad (1976–77) - János Hrotkó (1976–77), (1978–79) - Mário Lino (1984–85) - Manuel Cajuda (1988–89) - Mário Wilson (1989–90) - Pedro Gomes (1989–90) - Stoycho Mladenov (1993–95) - Fernando Mendes (1996–97) - Manuel Balela (1997–99) | - Floris Schaap (interim) (1999–00) - Paulo Sérgio (1 iulie 2003–16 mai 2006) - Manuel Balela (15 iulie 2006–Oct 24, 2006) - Álvaro Magalhães (Oct 24, 2006–Dec 28, 2007) - Diamantino Miranda (Jan 1, 2008–26 mai 2008) - Jorge Costa (16 iunie 2008–9 mai 2010) - Daúto Faquirá (4 iunie 2010–Dec 30, 2011) - Sérgio Conceição (Jan 2, 2012–Jan 7, 2013) - Manuel Cajuda (Jan 8, 2013–1 mai 2013) - Abel Xavier (June 2013–) - Paulo Alves (29 October 2013-) |